# Castle Otway

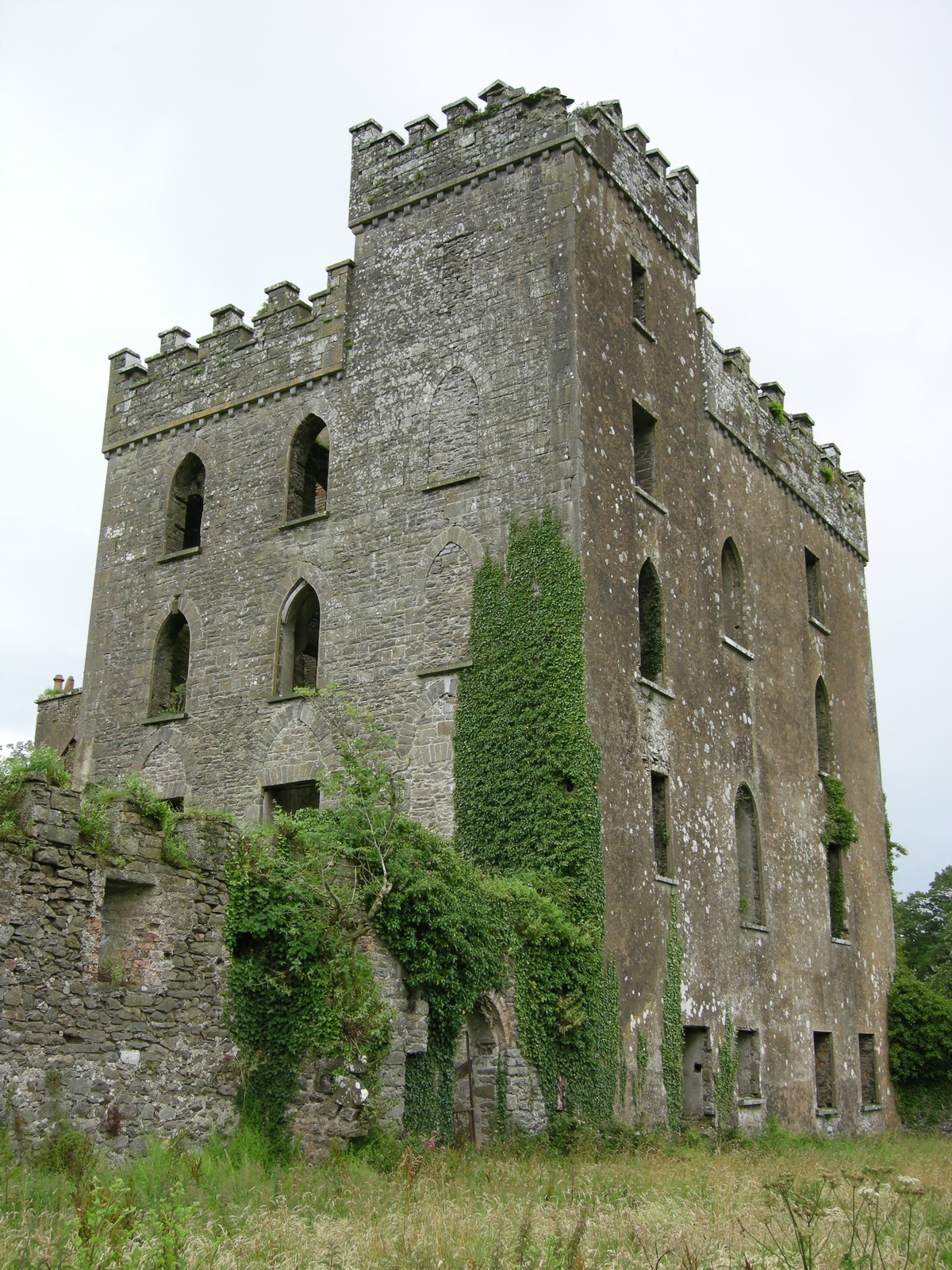
Das Tower House von Castle Otway

Castle Otway (irisch Caisleán Otway) ist die Ruine eines Landhauses auf einem Hügel am Ortsrand von Templederry bei Nenagh im irischen County Tipperary. Das Haus wurde im 18. Jahrhundert gebaut.

## Beschreibung
Das steinerne Haus wurde zwei Stockwerke hoch und sieben Joche breit gegen die Ruine von Cloghane Castle (Caisleán an Chlocháin) aufgebaut. Die mittleren drei Joche waren mit Verdachungen versehen. Im 19. Jahrhundert wurde ein Tower House auf den Ruinen des Donjons von Cloghane Castle hinten angebaut. 1922, während des irischen Bürgerkrieges, wurde das Haus niedergebrannt, vermutlich von der IRA. Heute ist das Haus eine verfallene Ruine; die ehemaligen Gärten und das Anwesen werden für die Landwirtschaft genutzt.

## Geschichte
Die Burg und das umgebende Land wurden 1685 an John Otway verlehnt. Zu seinen Nachfahren gehörten Admiral Sir Robert Otway, 1. Baronet, General Sir Loftus William Otway und der Schriftsteller Cesar Otway.
Henry Otway (1768–1815) erbte die Burg. Er heiratete Sarah Cave aus Stanford Hall in Leicestershire, die später selbst zur Baroness Braye erhoben wurde. Nach Henry Otways Tod nahmen sowohl die Baroness als auch ihr gemeinsamer Sohn, Robert, den Familiennamen Otway-Cave an und das Anwesen fiel an Robert. Dieser starb jung im Jahre 1844 ohne Nachkommen und sein Vetter, Vizeadmiral Robert Jocelyn Otway, erbte das Haus. Nach dessen Tod 1884 fiel das Anwesen an den in Galway geborenen Schwiegersohn William Clifford Bermingham Ruthven, der daraufhin den Namen Otway-Ruthven annahm.
Auch die Harfe von Otway, ein schmuckes Musikinstrument aus dem 16. Jahrhundert, die heute dem Trinity College in Dublin gehört, war einst in diesem Haus untergebracht.